# Google Lens
 (août 2021).
Si vous disposez d'ouvrages ou d'articles de référence ou si vous connaissez des sites web de qualité traitant du thème abordé ici, merci de compléter l'article en donnant les références utiles à sa vérifiabilité et en les liant à la section « Notes et références ».
Chronologie des versions
Google Goggles
Google Lens est une application de Google alimentée par l'intelligence artificielle.
Ce programme de reconnaissance d'image et de texte, développé par Google, est conçu pour afficher des informations sur les objets qu'il identifie grâce à la caméra d'un smartphone. Cette analyse visuelle repose sur l'apprentissage automatique et la vision par ordinateur. Google Lens fonctionne également sur PC via Google Photos depuis 2022.
Annoncé lors de la conférence Google I/O 2017, il a d'abord été fourni en tant qu'application autonome, puis intégré à l'application de caméra standard des téléphones Android. Google Lens est désormais disponible sur les téléphones iOS depuis 2018 via Google Photos.

## Caractéristiques
L'objectif de l'application Google Lens est de donner des informations ou d'aider à mieux définir un contexte sur un environnement et sur tous les objets de cet environnement photographié. Lorsqu'on dirige l'appareil photo d'un smartphone vers un objet ou un texte, Google Lens essaie d'identifier votre requête image en lisant les codes-barres, les codes QR, les étiquettes, le texte, etc. Il affiche les résultats et les informations de recherche en fonction de son index et grâce à la recherche par similarité.
Google Lens propose d'identifier des plantes, des animaux, des textes et d'autres objets à partir d'une simple photographie. Avec l'intelligence artificielle, les informations obtenues sont capables de créer des connexions entre des sujets et des concepts grâce à ensemble de techniques et de technologies d’apprentissage automatique basées sur des réseaux de neurones artificiels.
Lens est également intégré aux applications Google Photos et Assistant Google. Le service est similaire à Google Goggles, une application précédente qui fonctionnait de la même manière mais avec moins de capacités.
Lens utilise des routines de deep learning plus avancées afin de renforcer les capacités de détection, similaires à d'autres applications comme Bixby Vision (pour les appareils Samsung sortis après 2016) et Image Analysis Toolset (disponible sur Google Play).
Lors de la conférence Google I/O 2019, Google annonce quatre nouvelles fonctionnalités. Le logiciel pourra reconnaître et recommander des éléments à partir d'un menu. Il pourra également calculer des pourboires et fractionner les factures, montrer comment préparer des plats à partir d'une recette et utiliser la recherche multiple.

### Disponibilité
Google lance officiellement Google Lens le 4 octobre 2017 avec des aperçus d'applications préinstallés dans le Pixel 2.
En novembre 2017, la fonctionnalité commence à être déployée dans l'Assistant Google pour les téléphones Pixel et Pixel 2. Un aperçu de Lens est également intégré à l'application Google Photos pour les téléphones Pixel.
Le 5 mars 2018, Google lance officiellement Google Lens sur Google Photos sur les téléphones autres que Pixel. La prise en charge de Lens dans la version iOS de Google Photos est effectuée le 15 mars 2018.
À partir de mai 2018, Google Lens est rendu disponible dans Google Assistant sur les appareils OnePlus et intégré dans les applications de caméra de divers téléphones Android.
Une application Google Lens autonome est mise à disposition sur Google Play en juin 2018. La prise en charge des appareils est limitée, même si on ne sait pas quels appareils ne sont pas pris en charge ni pourquoi. Il nécessite Android Marshmallow (6.0) ou plus récent.
Le 10 décembre 2018, Google déploie Lens sur l'application Google pour iOS.